# Pablo Rudomín
Pablo Rudomín Zevnovaty (Ciudad de México, 15 de junio de 1934) es un biólogo, fisiólogo, neurocientífico y académico mexicano.

## Semblanza biográfica
Nacido en Ciudad de México, de padres de origen ruso, estudia biología en la Escuela Nacional de Ciencias Biológicas del Instituto Politécnico Nacional (IPN) en el consigue el grado de maestro en ciencias con la especialidad de Fisiología. En su carrera como investigador ha centrado sus estudios en la fisiología de la médula espinal.
Desde 1961, ha desempeñado actividad académica en el Centro de Investigación y de Estudios Avanzados (CINVESTAV) del IPN y desde 1984 es director del programa de neurociencias de este mismo centro. Así mismo, ha sido presidente de la Academia Mexicana de Ciencias entre 1981 y 1983 e ingresó en El Colegio Nacional en 1993.
Rudomin es uno de los neurofisiólogos más reconocidos por la comunidad científica internacional y como tal ha sido investigador visitante en el Instituto Rockefeller de Nueva York, EUA, el Instituto de Patología Médica de Siena, Italia, el Laboratorio de Biología Marina de Woods Hole, Massachusetts, EUA, en el laboratorio de neurofisiología de los Institutos Nacionales de Salud de Bethesda, Maryland, EUA, en la Universidad de Goteborg, Suecia y en la Escuela de Medicina John Curtin de Canberra,
Australia.

## Premios y distinciones
- En 1971 se le concede el Premio en Investigación Ciencias Naturales de la Academia Mexicana de Ciencias.[2]
- En 1979 el Premio Nacional de Ciencias y Artes de México,[3] máxima distinción otorgada por el gobierno mexicano.
- Ha sido galardonado con el Premio "Luis Elizondo" en el Instituto Tecnológico de Estudios Superiores de Monterrey (ITESM) campus Monterrey.
- Premio al Liderazgo Politécnico.
- Presea Lázaro Cárdenas máxima distinción a un miembro de la comunidad politécnica.
- En 1987 fue galardonado con el Premio Príncipe de Asturias de Investigación Científica y Técnica, junto al venezolano Jacinto Convit, por sus estudios sobre la médula espinal.[4]
- El 25 de febrero de 1993 ingresó como miembro de El Colegio Nacional.[5]
- En el 2002 se le otorgó el Krieg Achievement Award de la Asociación Internacional Ramón y Cajal.
- Doctor honoris causa, Benemérita Universidad Autónoma de Puebla, México.
- Doctor honoris causa, Universidad Autónoma de Nuevo León (UANL), México.
- En el 2011, la Universidad Nacional Autónoma de México le otorgó el grado de Doctor Honoris Causa.

Dentro del campo político-científico ha ocupado los cargos de Presidente honorario de la AIC, vicepresidente de la Sociedad Mexicana de Ciencias Fisiológicas y Coordinador General del Consejo Consultivo de Ciencias de la Presidencia de la República desde 1995 hasta el 2000 y asesor del Consejo Nacional de Ciencia y Tecnología (Conacyt, véase Conahcyt).